# Eufabriciopsis quadrisetosa
Eufabriciopsis quadrisetosa là một loài ruồi trong họ Tachinidae.